# Bruscos
Bruscos é uma aldeia portuguesa com certeza, situada na freguesia de Vila-Sêca, concelho de Condeixa-a-Nova.
A festa principal realiza-se no dia 8 de Dezembro ( e nos dias próximos deste) e é em honra de Nossa Senhora da Conceição.

## Cultura
Na aldeia existe um Centro Cultural e Recreativo (CCRB), um campo de futsal/ténis, um lar de idosos e uma escola (que já não é usada para ensino a crianças)..
O CCRB teve ao longo da sua historia vários grupos de teatro sendo o ultimo o Grupo de Teatro Amador "os Sardaniscas", que geralmente atuam em diversas alturas do ano, nomeadamente na festa em honra de Nossa Senhora da Conceição.
O vale de Bruscos constitui uma bonita paisagem,sendo outros pontos de interesse turístico: a capela, as capelinhas de Sº António e do Menino Jesus, o Freixo e outros.
Bruscos orgulha-se de preservar uma das maiores tradições portuguesas, a Vigília Pascal.

## História
Após uma fundação que remonta para um período romano, com presença de vários generais romanos na região, Bruscos, cujo nome deriva de movimentos de alta velocidade executados de forma inesperada, a pequena aldeia acabou por expandir-se e ter um crescimento demográfico. Atualmente Bruscos faz parte da freguesia de Vila Sêca, no concelho de Condeixa, distrito de Coimbra.

## Visit Bruscos
Localização: A - Saida da A1, B- Centro Cultural e Recreativo, C- Capela